# 우즈베키스탄-인도 관계
우즈베키스탄-인도 관계는 우즈베키스탄과 인도 사이에 존재하는 국제 관계이다. 인도는 타슈켄트에 대사관을 두고 있으며, 우즈베키스탄은 뉴델리에 대사관을 두고 있다.

## 역사
두 나라는 실크로드에 위치한 두 나라로 많은 역사적 인연을 공유하고 있다. 1526년부터 1857년까지 인도를 통치한 무굴 제국의 창시자 바부르는 현재 우즈베키스탄의 안디잔에서 태어났다. 인도에서는 분열적이지만 바부르는 고국 우즈베키스탄의 국민 영웅으로 꼽힌다.
인도의 초대 총리 자와할랄 네루는 1955년 6월 7~23일, 소련을 국빈 방문하는 동안 타슈켄트와 사마르칸트를 방문했다. 그는 1961년 9월 6~12일, 국빈 방문 중 타슈켄트를 다시 방문했다. 타슈켄트는 1966년 1월, 인도 총리 랄 바하두르 샤스트리와 파키스탄 대통령 아유브 칸이 역사적인 만남을 가진 장소였다. 알렉세이 코시긴이 대표하는 소련이 중재자 역할을 했다. 유엔과 미국, 소련의 압력으로 타슈켄트 회담은 인도가 파키스탄의 정복 지역과 1949년 카슈미르의 휴전 협정을 포기하고 1965년 인도-파키스탄 전쟁을 종식시켰다. 샤스트리 총리는 타슈켄트 선언에 서명한 다음 날 오전 2시 타슈켄트에서 심장마비로 사망한 것으로 알려졌지만, 사람들은 사망 배후에 음모가 있다고 주장한다. 그는 인도 총리로서는 최초로 해외에서 사망했다.
우즈베키스탄은 1991년 9월 1일에 독립을 선언했다. 타슈켄트에 있는 인도 총영사관은 1987년 4월 7일에 개관했다. 1992년 3월 18일에 대사관으로 격상되었다. 그 이후로 두 나라는 경제, 문화, 관광, 기술 및 교육 분야에서 긴밀한 관계를 발전시켜 왔다.

## 무역
2017~18년 인도와 우즈베키스탄 간의 양자 무역은 2억 3,500만 달러에 달했다. 인도 제약 회사들은 우즈베키스탄을 포함한 많은 중앙아시아 국가에서 활발히 활동하고 있다. 우즈베키스탄 정부는 IT, 제약 기술, 농업 및 전자 분야에서 인도 투자자들을 유치하고 있다.

## 요리
필라프, 사모사, 난은 두 나라 모두에서 매우 인기가 많다. 최근 몇 년 동안 우즈베키스탄의 수도 타슈켄트에 몇 개의 인도 레스토랑이 문을 열었다.

## 교육
샤르다 대학교는 인도 북부에 위치한 사립 대학으로, 2019년에 안디잔에 국제 캠퍼스를 열었다. 현재 우즈베키스탄의 샤르다 대학교는 인문학, 경영학, 컴퓨터 공학 과정을 제공하고 있다. 12,000명 이상의 인도 학생들이 사마르칸트, 부하라, 안디잔, 타슈켄트의 의과대학에서 공부하고 있다. 우크라이나, 러시아, 키르기스스탄의 긴장으로 인해 많은 인도 학생들이 우즈베키스탄으로 이주했다.